# Piegonisko-Pustkowie
Piegonisko-Pustkowie – wieś w Polsce położona w województwie wielkopolskim, w powiecie kaliskim, w gminie Brzeziny.
W latach 1975–1998 miejscowość administracyjnie należała do województwa kaliskiego.
Zobacz też: Piegonisko-Wieś